# Метафизика
Метафизика је грана филозофије која испитује фундаменталну природу реалности, укључујући однос између ума и материје, између супстанце и својстава, и између могућности и стварности. Метафизика свој назив дугује хеленском филозофу Андронику са Родоса, који је према властитом нахођењу разврстао Аристотелове списе по садржају, поделивши их у одређене целине и сложивши их према тематици којом су се бавили. Међу свим списима нашли су се и они без наслова, а који су се бавили најапстрактнијим разматрањима. Он их је све повезао заједно и означио их називом мета та физика да би указао на ред којим списи треба да буду читани. Дословно, метафизика значи „оно што долази после физике”.
Метафизика истражује питања везана за оно што чини нешто да постоји и какве врсте постојања постоје. Метафизика настоји да на апстрактан и потпуно општи начин одговори на питања као што је: Какво је то (тј. штагод да је то што постоји)?

## Предмет и појам метафизике
Прво одређење метафизике дато је код Аристотела, иако јој он никада не даје то име већ је назива prima philosophia, односно, прва филозофија, или он то он – наука о бићу као бићу тј. о бивствујућем као бивствујућем... иако је понекад назива и теологијом.
Ова наука се бави оним што је највише, самом суштином ствари, њу не интересују појединачности, својства и особености свеколиког чулног света... Ова наука истражује прве и највише принципе природе и сазнања.
Зашто и природе и сазнања? По мишљењу раних грчких филозофа, мишљење и биће се не могу подвајати, јер до највиших принципа стварности можемо доћи само мисаоним путем. Природа је умна творевина. У природи постоје закони по којима све делује. То је Правда, Поредак по којима све делује и о које ништа не може да се оглуши. Космос је складна творевина чији поредак можемо схватити само умно. Овај идентитет бића и мишљења је у корену оптимизма западне културе који се према свету и животу вазда односио афирмативно, активно и делатно.
Ова наука која истражује прве и највише принципе природе и сазнања не остаје на истини онога што је чулно доступно, већ тражи пут којим се иде преко тога и пробија се ка ономе што му је у основи и што му тек дозвољава да се појави као нешто дато, ка једном бивствујућем као бивствујућем, које бивствује на потпунији начин.
Према првобитном одређењу речи имамо:
- та фисика – оно што бива као природа
- мета – изван, преко
- мета та фисика – испитивање изван онога што бива.

Један савремени филозоф, Мартин Хајдегер, је посебну пажњу обратио на то како су Грци проблематизовали физику и шта је реч физис за њих значила, те он закључује:
физис – нешто што израста из себе, развијање које се отвара, у развијању прелажење у појаву и у њој задржавање, остајање. израстајући-пребивајуће владање; израстање; у-себи-из-себе-из-дизање. Физис је само Биће услед којег оно што бива тек постаје и остаје опажљиво.
Према објашњењу речи физис, она подразумева биће онога што бива. Физика у строгом смислу је већ изван та фисика, онога што бива као природа, а код самог бића. Зато су се пресократици, први филозофи - метафизичари, бавили испитивањем природе. И то оне скривене бити свих ствари, која се налази даље од појавне стварности. Њихови списи често су носили име О природи.
Прегнантност имена Бића је у смислу у коме су реч користили пресократици, и то као
- – нескривеност, присутност. У томе је срж тврдње о идентитету мишљења и бића. Откривањем бића биће и мишљење се идентификују и чини се бескорисном било каква њихова адеквација. Управо је то оно што је Парменид препознао и тиме одредио историју запада. То је нешто што су антички филозофи умели да препознају и проблематизују, али је даљи ток западне културе показао тенденцију удаљавања од ових изворних значења. Данас се име метафизике користи у једном популистичком и штуром значењу, које скоро и да нема баш ништа заједничко са својим изворним значењем.

Постоји још једно друго значење идеје присутности и оно је најавило пад западног мишљења, а то је управо значење присутности као врсте објективизације и на тај начин схватања Бића као нечег бивствујућег. Овај прелаз од првог схватања присутности на друго схватање, означио је пад метафизике, као и западне културе и мишљења. Овај пад се дешава већ са Платоном – он одређује Биће идејом, и даје му једно априорно својство. То се уочава у учењу о сећању где учити значи сећати се и претпоставља да нам је идеја унапред позната иако не на тематски начин. Метафизика од Платона па надаље доживљава свој пад јер не полази од Бића да би дошла до онога што је упитно у његовој отворености, већ креће од бивствујућег и креће се према другом бивствујућем... Биће за овакву метафизику постаје и остаје само највећа општост, а овим путем се метафизика више не може кретати. У савременој филозофији, Хајдегеров увод у метафизику и успостављање фундаменталне онтологије, ће заправо бити превладавање метафизике, у традиционалном смислу речи, и извођење из ње.

### Филозофи и метафизика
Аристотел (384-322. п. н. е.): Дисциплине које су апстрактније, као математика или метафизика, у већој су мери уређене, непроменљиве и нужне. Аристотел је очигледно сматрао да се не само метафизика, већ и математика, као најапстрактнија од свих наука, на један посебан начин односе према другим пољима сазнања као што су физика, астрономија, психологија и биологија.
Ал-Кинди (око 813—873.): Најважнији радови: Најранији метафизички рад на арапском, Метафизика, као и радови о геометрији, астрономији, аритметици, музици (развијеној по аритметичким принципима), физици, медицини, психологији, метеорологији, и политици.
Алберт Велики (St. Albertus Magnus 1206—1280): По њему метафизика третира Бога као прво Биће, док теологија третира Бога као објављеног кроз веру.
Френсис Бекон (Francis Bacon 1561—1626): У основу наука он ставља „прву филозофију“, која садржи аксиоме који су заједнички за разне науке, затим законе мишљења и неке веома опште појмове. Почев од те основе, науке се развијају у следећем низу: природна историја, физика, метафизика. Ова последња би, будући да се бави законима који обједињују природу, могла остати изван домашаја људских моћи.
Пјер Дијем (Pierre Duhem 1861—1916), француски филозоф науке: Он је веровао да метафизика може да изриче тврдње о стварности. Сматрао је да се стварност може појмити преко прочишћеног аристотелизма.
Дороти Емет (Emmet Dorothy 1904—2000), енглеска филозофкиња: Метафизика је најапстрактнија од свих дисциплина, и њен је задатак да изрази кохерентност целокупног искуства, укључујући ту и све научне теорије. Један тип метафизике се бави само тиме, и у ту сврху се служи аналогијама које су у извесном смислу самоочигледне. Други тип метафизике има исту функцију, али притом прави трансцендентне референце које излазе из оквира обичног искуства. Оба типа су усмерена ка вредностима, а Еметова (следећи Вајтхеда) то усмерење назива „судовима о значају“.

## Однос метафизике и науке
Пре модерне историје науке, научна питања су решавана као део природне филозофије. Оригинално, термин „наука” (латински scientia) једноставно је значио „знање”. Научни метод је међутим трансформисао природну филозофију у емпиријску активност изведену из експеримената, за разлику од остатка филозофије. До краја 18. века, она је почела да се назива „науком” да би се правила разлика од филозофије. Након тога, метафизика означава филозофско испитивање неемпиријског карактера о природи постојања.
Знатан део недавног развоја је био посвећен анализи улоге метафизике у научном теорисирању. Александар Квареј је предводио тај покрет, декларишући у својој књизи Метафизика и мерење, „Не путем праћења експеримента, већ прекорачивањем експеримента, научни ум напредује.” Запажање да метафизичке пропозиције могу да утичу на научне теорије је најдуговечнији допринос филозофији Џона Воткинса. Од 1957. године „он је указао на начине путем којих неке нетестиране и стога, према Поперском становишту, неемпиријске пропозиције могу да буду ништа мање утицајне на развој ваљано тестабилних и стога научних теорија. Ови дубоки резултати примењене елементарне логике ... представљали су важну корекцију позитивистичких учења о бесмислености метафизике и нормативних тврдњи”. Имре Лакарос је сматрао да све научне теорије имају метафизичко „језгро” које је есенцијално за формирање хипотеза и теоретске претпоставке. Стога, према Лакатосу, „научне промене су повезане са великим катаклизмичким метафизичким револуцијама”.
Један пример из биологије је Лакатосова теза. Дејвид Хал је тврдио да су промене у онтолошком статусу концепта врсте биле централне у развоју биолошке мисли од Аристотела до Кивјеа, Ламарка, и Дарвина. Дарвиново непознавање метафизике отежало му је давање одговора на његове критике, јер није могао лако да докучи начине на које су се њихови основни метафизички ставови разликовали од његових сопствених.
У физици, нове метафизичке идеје су проистекле у вези квантне механике, где субатомске честице вероватно немају исту врсту индивидуалности као и појединости са којима се филозофија традиционално бавила. Исто тако, придржавање детерминистичке метафизике пред изазовом квантно-механичке релације неодређености навела је физичаре попут Алберта Ајнштајна да предложе алтернативне теорије које задржавају детерминизам. Алфред Норт Вајтхед је познат по креирању процесно филозофске метафизике инспирисан електромагнетизмом и специјалном релативношћу.
У хемији, Гилберт Њутон Луис је адресирао природу кретања, тврдећи да се електрон не може кретати када нема ниједно својство кретања.
Кетрин Холи напомиње да метафизика чак за најшире прихваћену научну теорију може да буде оспорена, ако се може тврдити да метафизичке претпоставке теорије не доприносе њеном предиктивном успеху.